# 肉莖 (蜘蛛)

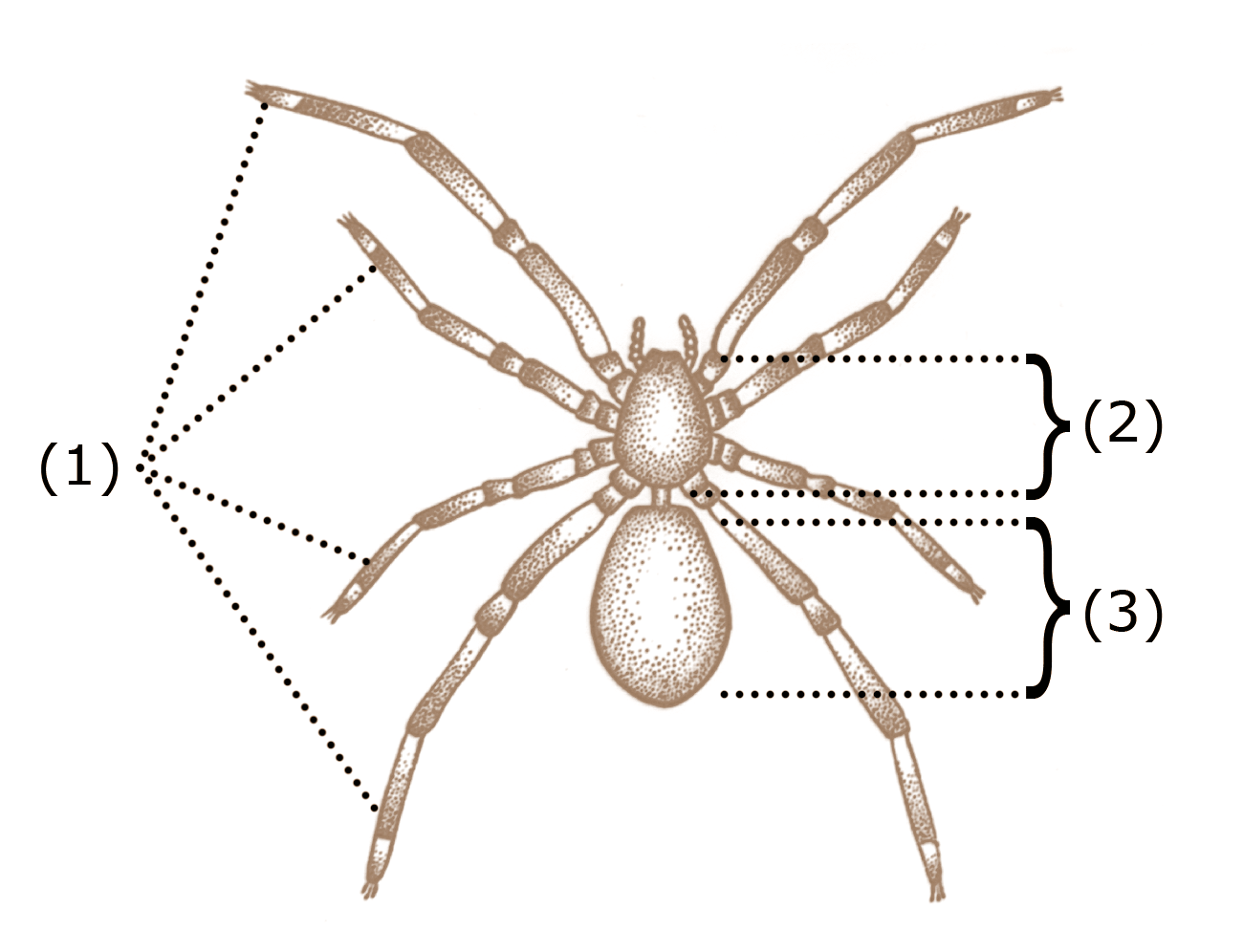
蜘蛛的解剖結構：
(1) 四對腿
(2) 頭胸部
(3) 腹部

蜘蛛的肉莖是其頭胸部和腹部間接連着的一條小而有彈性的肉質柱體，有助蜘蛛在吐絲欴時，無需移動其頭胸部。雖然其英語名稱跟腕足动物门的肉莖一樣，但蜘蛛的肉莖只一條肌肉，並不是一個可以把身體固定於外物的器官。事實上這條肉莖是頭胸部的最後一節，只在較為原始的蛛形綱物種中保留；其餘物種（包括蠍子，只能在其胚胎中發現）均已退化或消失。

## 參看
- 肉莖